# روبرت أوف سانت ألبانس
روبرت أوف سانت ألبانس، (بالإنجليزية: Robert of St. Albans)‏، ( ?? - 1187 م/582 هـ )، هُوّ فارس وقائد عسكري صليبي إنجليزي مِن فرسان الهيكل، في عام 1185 م-580 هـ أُعجِب روبرت بأخلاق الفرسان المسلمون الذين كان يُقتالهم وتأثر بمبادئهم ومروءتهم وبِصلاح الدين الأيوبي خصوصاً لذا ترك المسيحية وخان الصليبيون ودخل في الإسلام ، ثُمّ ذهب إلى الملك المسلم صلاح الدين الأيوبي فزوجه صلاح إحدى حفيداته وقام بتعيينه كقائد عسكري في جيشه ، وبعدها بعامين غزا صلاح الدين الأيوبي فلسطين حتى يحررها من احتلال الصليبيون الإفرنج وذلك في عام 1187 م/582 هـ فكان روبرت من قادات الجيش الذي حرر فلسطين في معركة حطين الشهيرة ، بسبب ما فعله روبرت من تركه للمسيحية واعتناقه للإسلام ثارت ثائرة المسيحيون واستاؤا إلى حدٍ كبير وهذا أثار سوء الظن اتجاه فرسان الهيكل بشكلٍ عام آنذاك. وقد تُوفيّ روبرت في ذات العام الذي تحررت فيه القدس مِن المسيحيون وعادت للمسلمين.
ويقُولُ المستشرق الإنجليزي توماس أرنولد في كتابه الدعوة إلى الإسلام عن ذلك:
| روبرت أوف سانت ألبانس | يظهر أنَّ أخلاق صلاح الدين الأيوبي، وحياته التي انطوت على البطولة، قد أحدثت في أذهان المسيحيون في عصره تأثيراً سحرياً خاصاً، حتى أنَّ نفراً من الفرسان المسيحيون، قد بلغ من قوة انجذابهم إليه، أن هجروا ديانتهم المسيحية، وهجروا قومهم، وانضموا إلى المسلمين، وكذلك كانت الحال عندما رمى المسيحية فارس إنجليزي من فرسان الهيكل يُدعى روبرت أوف سانت ألبانس عام 1185 واعتنق الإسلام، ثم تزوج بإحدى حفيدات صلاح الدين الأيوبي وبعد عامين غزا صلاح الدين فلسطين، وهزم الجيش المسيحي هزيمة منكرة في واقعة حطين، وكان جوي ملك بيت المقدس بين الأسرى، وحدث في مساء المعركة أن ترك الملك ستة من فرسانه، وفرُّوا إلى معسكر صلاح الدين بمحض إرادتهم.[6][7] | روبرت أوف سانت ألبانس |

## وصلات خارجية
- د.سلمان العودة » اتجاهات فكرية » آثار دعوة المسلمين للنصارى